# 巴斯克博物馆
巴斯克博物馆原名巴斯克考古、民族志和历史博物馆（Museo Arqueológico, Etnográfico e Histórico Vasco），是西班牙毕尔巴鄂的一座博物馆，位于乌纳穆诺广场4号。它创办于1921年，设于原圣安德肋公学（Colegio de San Andrés）巴洛克式回廊的底层。创办公学的耶稣会已于1767年被驱逐出西班牙。毗邻的圣若望堂（Santos Juanes），原来属于耶稣会公学，现在是一座堂区教堂。从一开始，博物馆就得到了比斯开省议会和毕尔巴鄂市议会的赞助。一点一点地，博物馆逐渐占据整座建筑，增加收藏。其中包括比斯开考古和巴斯克地区的民族史。该博物馆目前正在进行翻新。 1962年，该建筑列为西班牙文化财产。